# Michal Němec
Michal Němec (* 1949) je český zpěvák, hudebník a textař, známý především jako zakladatel a frontman skupiny Jablkoň.

## Život a kariéra
V roce 1977 založil Michal Němec experimentální skupinu Jablkoň, která se od počátku pohybovala na pomezí žánrů – od alternativního rocku, přes jazzové prvky až po vážnou hudbu. V roce 1980, jak sám popisuje, „vylezli z prádelny a jiných panelákových zkušeben, neboť ve svém nadšeném hudebním harašení odhalili stopy výjimečnosti a geniality.“
Jako zpěvák se vyznačuje výrazným a nezaměnitelným hlasem, který se stal charakteristickým znakem Jablkoně. Kromě zpěvu hraje i na kytaru a různé perkusní nástroje a zvukové objekty (v experimentálním duchu Jablkoně). Je také autorem mnoha textů a koncepčních projektů skupiny.
| Projekt              | Rok vzniku | Klíčové osoby                            | Významná alba                           |
| -------------------- | ---------- | ---------------------------------------- | --------------------------------------- |
| Půljablkoň           | 2013       | Michal Němec, Marie Puttnerová           | Půljablkoň (2014), Světelné léto (2018) |
| Krajina Ró           | 2019       | Němec, Frolík, Judl Jr., Nosek, Břenková | Hotel Blázen (2020), Mlhoviny (2023)    |
| Jablkoň & Krajina Ró | 2024       | Němec, Frolík + hosté (Nejtek, Bittová…) | 5x15 (2024)                             |
| Ostatní odnože       | –          | různé formace Jablkoně od 1977           | –                                       |